# جوش تومسون (مغني)
جوش تومسون (بالإنجليزية: Josh Thompson)‏ هو مغني ومغن مؤلف أمريكي، ولد في 23 يناير 1978 في سيداربورغ في الولايات المتحدة.

## وصلات خارجية
- الموقع الرسمي
- جوش تومسون على موقع ميوزك برينز (الإنجليزية)
- جوش تومسون على موقع أول ميوزيك (الإنجليزية)
- جوش تومسون على موقع ديسكوغز (الإنجليزية)
- جوش تومسون على موقع ديسكوغز (الإنجليزية)